# Orosaura nebulosylvestris
Orosaura nebulosylvestris is een hagedis uit de familie skinken (Scincidae). Het is de enige soort uit het monotypische geslacht Orosaura.

## Naam en indeling
De wetenschappelijke naam van de soort werd voor het eerst voorgesteld door Aurélien Miralles, Gilson Rivas Fuenmayor, Céline Bonillo, Walter E. Schargel, Tito Rafael Barros Blanco, Juan Elías García-Pérez en César Luis Barrio-Amorós in 2009. Oorspronkelijk werd de wetenschappelijke naam Mabuya nebulosylvestris gebruikt en de soort behoorde lange tijd tot het geslacht Mabuya, waardoor de verouderde wetenschappelijke naam in de literatuur wordt gebruikt.

## Uiterlijke kenmerken
De skink heeft een donkere lichaamskleur met lichtere en donkere lengtestrepen. De soort wordt groter dan verwante skinken en bereikt een maximale lichaamslengte tot 97 millimeter, exclusief de staart die langer dan het lichaam is.

## Verspreiding en habitat
De skink leeft in delen van Zuid-Amerika en komt endemisch voor in Venezuela en alleen in de westelijk gelegen staat Mérida.
De habitat bestaat uit meer open, deels begroeide gebieden, vooral bosranden van nevelwouden. Er is enige tolerantie voor door de mens aangepaste omgevingen zoals tuinen.

## Beschermingsstatus
Door de internationale natuurbeschermingsorganisatie IUCN is de beschermingsstatus 'veilig' toegewezen (Least Concern of LC).